# Canabrava do Norte
Canabrava do Norte est une municipalité brésilienne située dans l'État du Mato Grosso.